# St. Nikolaus (Windeberg)

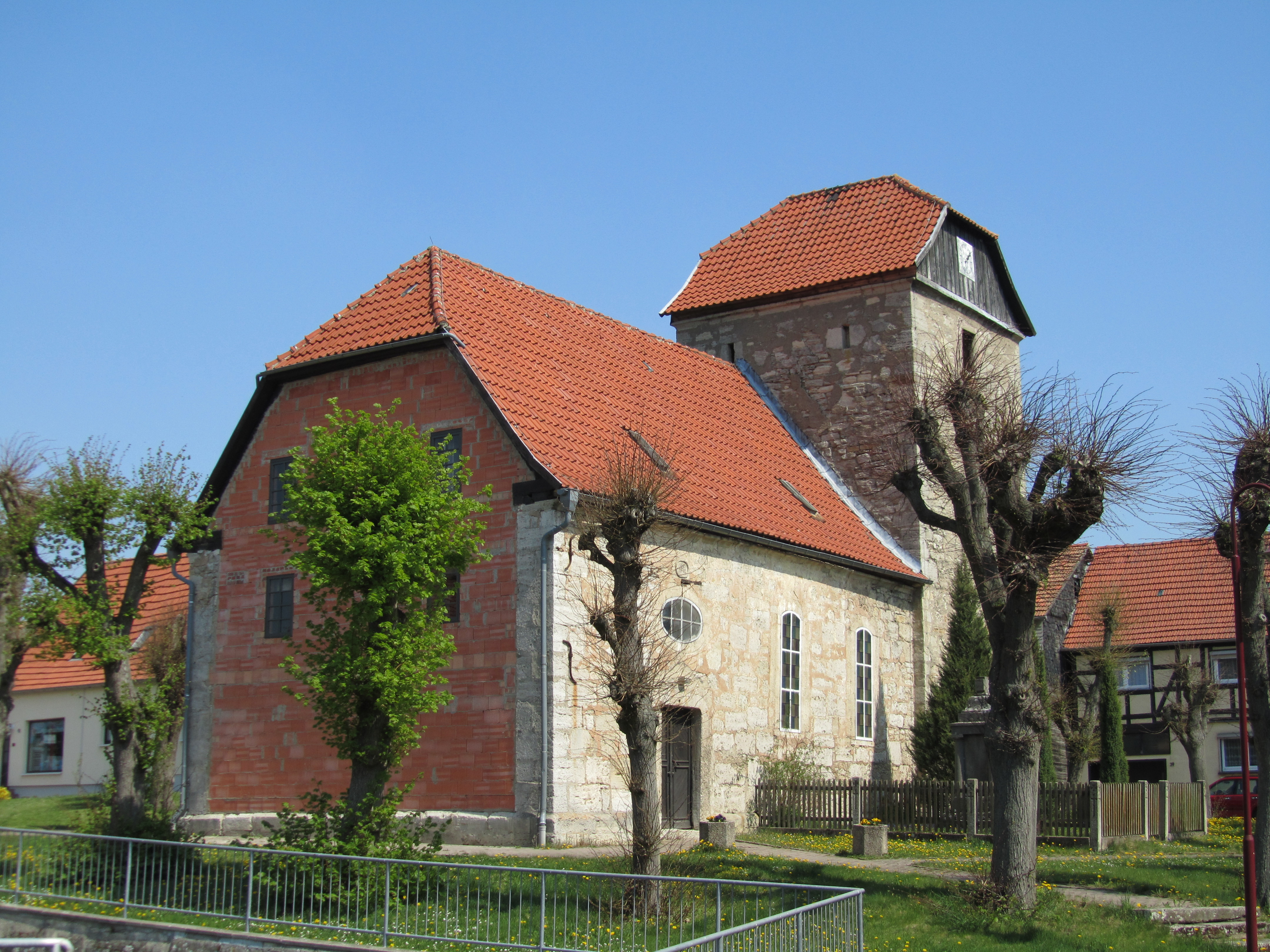
St. Nikolaus zu Windeberg

St. Nikolaus im Ortsteil Windeberg der Stadt Mühlhausen in Thüringen ist eine evangelische Dorfkirche. Das Kirchengebäude stammt aus dem Jahr 1802; der Turm ist aber älter. Er geht noch auf das 16. Jahrhundert zurück.
Eine alte Glocke aus der 1568 abgebrochenen Kirche in Weida/Wieda wurde im Windeberger Kirchturm aufgehängt, fiel aber im Jahr 1750 wie das gesamte Geläute der Kirche dem Brand zum Opfer, der einen großen Teil des Dorfes zerstörte. Nach diesem Unglück wurden im Jahr 1751 in Erfurt bei Nicolaus Jonas Sorber zwei neue Glocken mit Durchmessern von 1,01 und 0,81 m für die Kirche gegossen.
Das Ehrenmal auf dem Kirchhof erinnert an die Opfer beider Weltkriege.
Die Kirchengemeinde Windeberg gehört zur Pfarrstelle Ammern im Kirchenkreis Mühlhausen der Evangelischen Kirche in Mitteldeutschland.